# Stretford (Herefordshire)
Stretford – wieś w Anglii, w Herefordshire, w dystrykcie (unitary authority) Herefordshire. Leży 3,6 km na zachód od miasta Leominster, 17 km od miasta Hereford i 196 km od Londynu. W 1961 roku civil parish liczyła 22 mieszkańców. Stretford jest wspomniana w Domesday Book (1086) jako Stratford.